# Міністр закордонних справ Північного Ємену
Список міністрів закордонних справ Північного Ємену, нині північ Ємену.
- 1962: Мохсін Ахмад аль-Айні
- 1962–1963: Абдул Рахман аль-Байдані
- 1963: Абдалла ас-Саляль
- 1963–1964: Мустафа Якуб
- 1964: Хассан Мухаммед Маккі
- 1964–1965: Мошин аль-Сірі
- 1965: Абдул Каві Хамім
- 1965: Мохсін Ахмад аль-Айні
- 1965–1966: Мустафа Якуб
- 1966: Хассан Мухаммед Маккі
- 1966–1967: Мухаммед Абдулазіз Салам
- 1967: Абдалла ас-Саляль
- 1967–1968: Хассан Мухаммед Маккі
- 1968–1969: Яхья Яхман
- 1969: Хуссейн Алі аль-Хубайсі
- 1969–1970: Ахмад Саїд Баракат
- 1970–1971: Мохсін Ахмад аль-Айні
- 1971: Ахмад Мухаммед Нуман
- 1971: Абдулла аль-Аснах
- 1971–1972: Мохсін Ахмад аль-Айні
- 1972–1973: Мухаммед Ахмад Нуман
- 1973–1974: Мухаммед Алі Нуман
- 1974: Абдулла аль-Аснах
- 1974: Мохсін Ахмад аль-Айні
- 1974–1975: Яхья Яхман
- 1975–1979: Абдулла аль-Аснах
- 1979: Хусейн Абдулла ал-Амрі
- 1979–1980: Хассан Мухаммед Маккі
- 1980–1984: Алі Лутфі аль-Тавр
- 1984–1990: Абд аль-Карім аль-Айрані

Список міністрів закордонних справ після 1990 року, див. тут: Міністр закордонних справ Ємену.